# Народжена танцювати
Народжена танцювати (англ. Born to Dance) — американський комедійний мюзикл Рой Дель Рута 1936 року. Дворазовий номінант на «Оскар» (1937) в номінаціях «Найкраща пісня» та «Найкращому хореографу»; дебютна роль актора Едді Костянтина; перший фільм, в якому заспівав актор Джеймс Стюарт; один з перших фільмів, в яких був використаний ефект стереофонії.

## Сюжет
Після довгої відсутності підводний човен приходить до рідних берегів. Серед екіпажу є три друга, один з яких одружений і не бачив дружини цілих чотири роки. Він і не знає, що у них народилася дочка. Коли він з друзями у звільнення приходить в клуб, дружина його не відразу впізнає, оскільки шлюб був поспішним, після танцювального марафону, і новоспечений чоловік відразу ж завербувався на флот.
Його два друга відразу ж знаходять собі дівчат, оскільки вони всі прийшли в «Клуб самотніх сердець». Між Норою і Тедом спалахують ніжні почуття. Нора приїхала з маленького містечка в надії стати танцівницею, вона народжена, щоб танцювати, але талантам треба допомагати, оскільки влаштуватися на Бродвей практично неможливо. Наступного дня на корабель прибуває з візитом бродвейська зірка музичних комедій і волею випадку Тед рятує з води її пекінеса.
Її пресагент вирішив отримати вигоду з того, що сталося, щоб отримати додаткову рекламу для нового шоу і доводиться Теду за наказом командира корабля вирушити на побачення із зіркою, через що він пропускає побачення з коханою. Вранці всі газети трубили про новий роман зірки, а Нора ображена зрадою і вважає, що Тед її не любить...

## У ролях
- Еліанор Пауелл — Нора Пейдж
- Джеймс Стюарт — Тед Баркер, моряк
- Вірджинія Брюс — Люсі Джеймс, бродвейська зірка
- Уна Меркел — Дженні Сакс
- Сід Сільверс — Ганні Сакс, чоловік Дженні
- Френсіс Лангфорд — Пеппі Тернер
- Реймонд Волберн — Персіваль Дінгбі, капітан підводного човна
- Алан Дайнхарт — Джеймс Маккей, продюсер Люсі Джеймс
- Бадді Ебсен — Маш Трейсі
- Хуаніта Куіглі — Саллі Сакс, дочка Ганні і Дженні
- Реджинальд Гардінер — поліцейський в парку
- Едді Константин — моряк-підводник

## Композиції
1. Rolling Home (1936)
2. Rap, Tap on Wood (1936)
3. Hey, Babe, Hey (1936)
4. Entrance of Lucy James (1936)
5. Love Me, Love My Pekinese (1936)
6. You'd Be So Easy to Love (1936)
7. I've Got You Under My Skin (1936)
8. Swingin' the Jinx Away (1936)
9. The Sidewalks of New York (1894)
10. Columbia, the Gem of the Ocean (1843)
11. The Prisoner's Song (1924)